# ممثلية هولندا في رام الله
ممثلية هولندا في رام الله هي الممثلية الدبلوماسية العُليا الهولندية لدى دولة فلسطين. افتتحت الممثلية في عام 1994 في مدينة أريحا بعد إبرام اتفاق غزة أريحا، وفي عام 1996 انتقلت إلى مدينة البيرة.

## قائمة الممثلون
| الترتيب | رئيس البعثة الدبلوماسية | تاريخ الاعتماد الدبلوماسي | تاريخ الانتهاء | رئيس وزراء هولندا | رئيس دولة فلسطين | ملاحظات |
| ------- | ----------------------- | ------------------------- | -------------- | ----------------- | ---------------- | ------- |
|         | فرانز بوتويت            |                           | 2005           |                   |                  |         |
|         | فرانز ماكين             | 9 نوفمبر 2005             |                |                   | محمود عباس       |         |
|         | بيم ديموريه             |                           |                |                   | محمود عباس       |         |
|         | جاك تويس فان اوفورد     | 2 ديسمبر 2009             |                |                   | محمود عباس       |         |
|         | برجيتا تازيلار          |                           | يونيو 2014     |                   | محمود عباس       |         |
|         | بيتر موليما             | 18 أبريل 2015             |                |                   | محمود عباس       |         |
|         | كيس ڤان بار             | 25 يونيو 2019             | 21 يوليو 2022  | مارك روته         | محمود عباس       |         |
|         | ميشيل رينتينار          | 2 أكتوبر 2022             | لا يزال        | مارك روته         | محمود عباس       |         |

## وصلات خارجية
- الموقع الرسمي